# Radiopasión española
Radiopasión española es un programa de radio emitido por RNE desde 2007, en el cual conocidos locutores de la cadena demuestran sus dotes de canto. El programa fue creado y dirigido por Javier Caballé.
La primera edición fue emitida el 24 de diciembre de 2007, y es recordada por ser la primera edición sucesora del entonces cancelado Telepasión española, que volvería a emitirse anualmente desde 2014.
Salvo la primera edición (2007), emitida en Nochebuena, este programa se emite en Nochevieja y días precedentes.

## Presentadores
- Javier Hernández y Paco Tomás (2007-2009)
- Pilar Tabares (2010)